# Impatiens laurentii
Impatiens laurentii är en balsaminväxtart som beskrevs av Fischer och Raheliv. Impatiens laurentii ingår i släktet balsaminer, och familjen balsaminväxter. Inga underarter finns listade i Catalogue of Life.